# Červená dolina (Dolina Zeleného plesa)
Červená dolina (polsky Dolina Jagnięca, maďarsky Vőrostó vőlgye, německy Rotseetal) je dolina, kterou tvoří severozápadní úval Doliny Zeleného plesa, ke kterému se zvažuje nepříliš strmou, kosodřevinou porostlou a 200 m vysokou jezerní stěnou. Leží mezi Karbunkulovým hrebeňom, úsekem hlavního hřebene Vysokých Tater od Belasé veže po Jahňací štít a jeho jihovýchodním vedlejším Kozím hrebeňom. Od jezerní stěny při Červeném plese po úpatí hřebene pod Kolovým sedlem měří přibližně 800 m. Ve Vysokých Tatrách je ještě jedna Červená dolina, která je součástí Bielovodské doliny.

## Název
Vznikl z Červeného plesa, které leží v údolí. Zdánlivě načervenalé zabarvení jeho vody vysvětloval Karel Englisch v ročence Uherského karpatského spolku 1899 pobřežním porostem červeného lišejníku nebo obsahem železa v jezerní vodě. Polský název doliny je pastýřského původu.

## Zajímavosti
Dolinu vytvořil ledovec. Skládá se ze dvou jeden nad druhým položených ledovcových kotlů, ve kterých jsou plesá - Belasé pleso a Červené pleso. V minulosti tu Christian Hohenlohe lovil kamzíky. Prvními návštěvníky doliny byly Juraj a Jakub Buchholtzovci 8. července 1726. V období, kdy v údolí byl ještě sníh, 10. května 1909 prvními návštěvníky doliny byly Imre Barcza, Oszkár Jordán a Tihamér Szaffka.

## Turistika
Po  žluté turistické značce z Chaty u Zeleném plese na Jehněčí štít.